# Hads-Ning Herreders Jernbane
Hads-Ning Herreders Jernbane (HHJ) var et privatbaneselskab i Aarhus-området. Selskabet oprettede 19. juni 1884 Odderbanen, der stadig går mellem Aarhus H og Odder og oprindeligt var forlænget med strækningen Odder-Hov, der blev nedlagt 31. marts 1977. Selskabet blev fusioneret med Vemb-Lemvig-Thyborøn Jernbane til Midtjyske Jernbaner 1. januar 2008. I 2012 indgik Odderbanen i Aarhus Nærbane sammen med Grenaabanen. I 2016 lukkedes hele nærbane for ombygning til letbane. Odderbanen genåbnede som en del af Aarhus Letbane i slutningen af august 2018.
Selskabet var opkaldt efter Hads Herred og Ning Herred, som banen går gennem. Stationsbygningerne blev tegnet af Thomas Arboe.